# Lax'n'Busto
Lax'n'Busto es un grupo musical español de pop-rock en catalán. El grupo se formó en 1986 en Vendrell, Tarragona.
El grupo está compuesto por Jimmy Piñol Mercader (batería y coros), Jesús Rovira Costas (bajo y coros), Pemi Rovirosa Morgades (guitarra y coros), Cristian Gómez Montenegro (guitarra) y Eduard Font Pi (teclado). El cantante es Salva Racero Alberch desde 2006. Antes del 20 de octubre de ese año Pemi Fortuny Soler era cantante y también guitarrista.
El nombre del grupo viene de una caja de laxantes antiguos.